# Città ideale

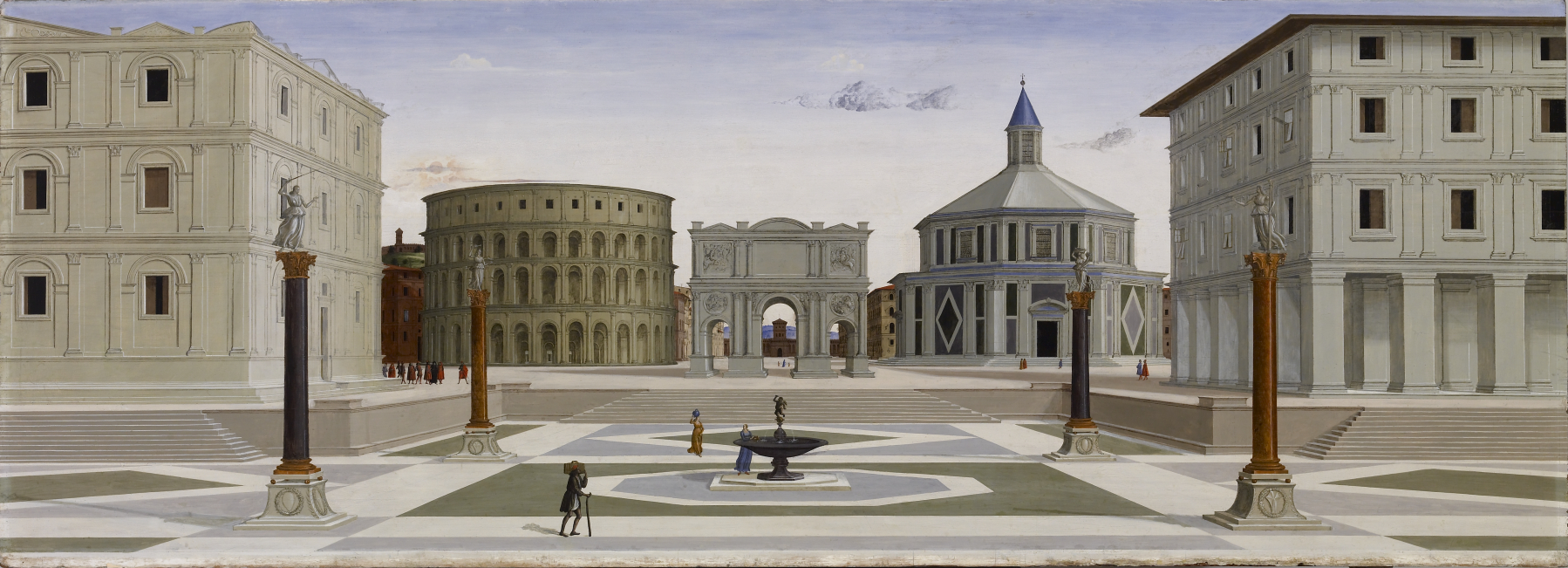
Una delle rappresentazioni pittoriche del concetto: Città ideale (fine XV sec.), dipinto di anonimo fiorentino, conservato al Walters Art Museum di Baltimora.

Una città ideale è il concetto di un insediamento urbano (progettato, o solo immaginato, in rari casi messo in pratica) il cui disegno urbanistico riflette, secondo uno schema prevalentemente geometrico, criteri e principi astratti di razionalità e funzionalità, o un'impostazione scientifica, caratteri che spesso si accompagnano a una tensione ideale e filosofica, o a una forte carica utopica.
Il tema della città ideale si può dire abbia percorso l'intera storia dell'umanità urbanizzata, fin dall'antichità, ma rimanda con particolare forza al Rinascimento, quando la città, dopo il declino dell'antichità e il superamento dell'interludio feudale e medievale, assunse di nuovo al ruolo centrale di luogo privilegiato entro il cui perimetro si dispiegava e acquisiva senso l'agire storico dell'uomo.
A partire dal Quattrocento, infatti, l'esperienza teorica e il dibattito sulla "città ideale" furono tanto intensi da fare di quel tema, pure in carenza di vere e proprie realizzazioni pratiche, uno dei grandi snodi ispiratori su cui si concentrò la riflessione dell'arte, dell'architettura, della filosofia e dell'urbanistica rinascimentale, che ambiva a coniugarvi esigenze funzionali e sensibilità estetica, in un'aspirazione che porta con sé i tratti caratteristici di quel tempo.

## Storia

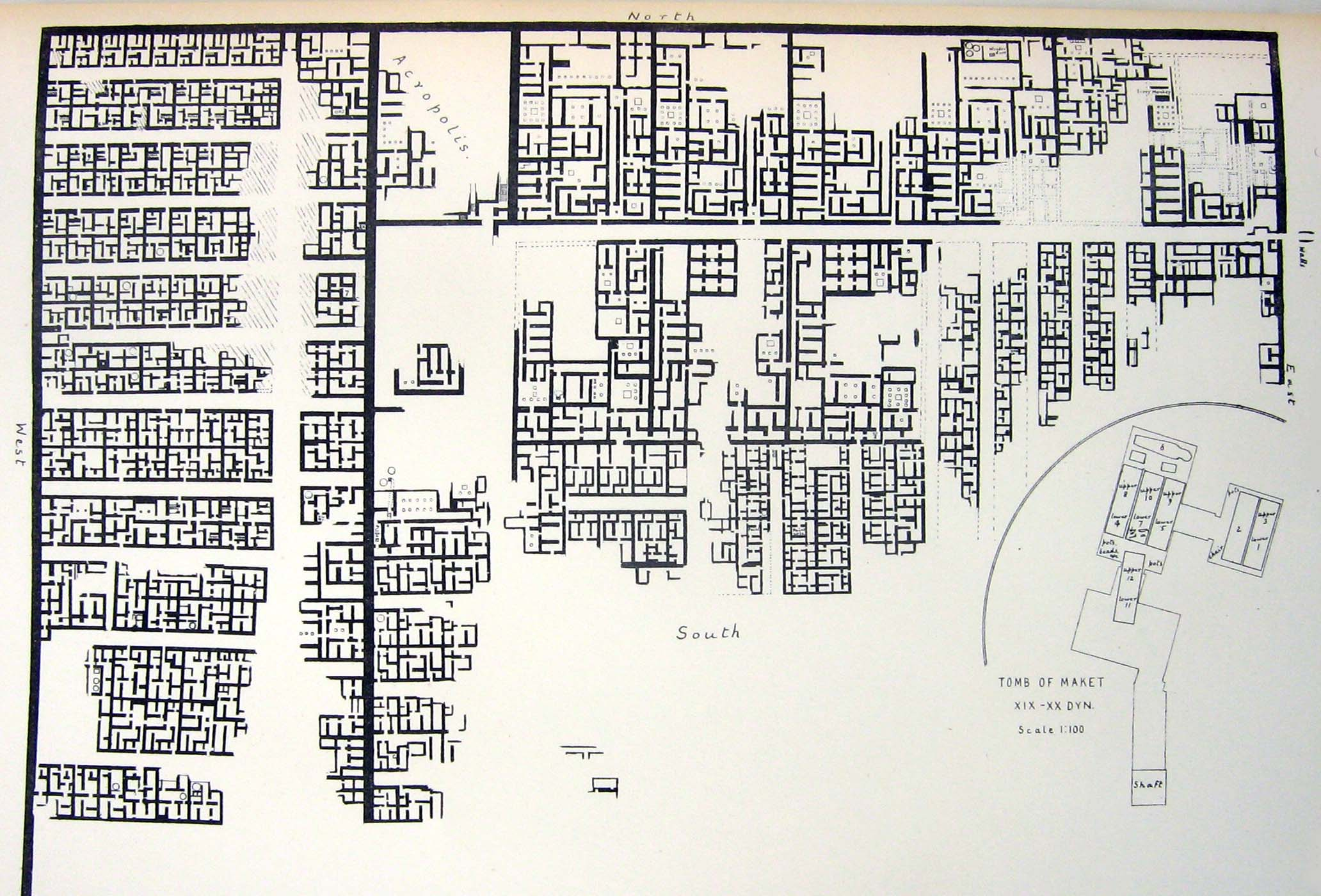
El Lahun, Egitto (XIX secolo a.C.), la cui pianificazione regolare riflette rapporti di forza dispotici e ierocratici della civiltà egizia.

Torre di Babele, Pieter Bruegel, 1563.

L'idea dell'ambire ad uno "spazio ideale", si può affermare abbia  accompagnato l'uomo lungo tutta la sua storia, fin da quando, già nella remota antichità, ha dovuto confrontarsi con situazioni e problemi che emergevano dallo strutturarsi in forma urbana o protourbana degli insediamenti umani, della società, e dell'economia.

### Elemento qualificante dell'aspirazione ideale
Quando si parla di "città ideale", un valore discriminante si attribuisce alla tensione ideale che ispira il progetto. In mancanza di essa, infatti, la ricerca programmatica e gli esiti progettuali stimolati dalle criticità della struttura urbana non danno forma a ciò che si intende per "città ideale". La struttura degli insediamenti, infatti, non può essere avulsa dalle gerarchie di potere e dagli assetti della società di cui gli insediamenti urbani sono una delle espressioni.
In assenza della dimensione ideale qualificante, i programmi edilizi, per quanto appaiano razionali e pianificati, possono risultare privi di qualsiasi spessore utopico e, anzi, finire semplicemente per riflettere, riprodurre, perpetuare, o consolidare, i rapporti di forza, gli assetti e le gerarchie sociali già espressi dalla società.
Ad esempio, la razionale regolarità dei villaggi dell'antico Egitto (con le fragili abitazioni comuni sovrastate fisicamente dalla solida monumentalità templare e palaziale) non fa altro che riprodurre ed esprimere, in maniera quasi simbolica, la natura dispotica e ierocratica dei rapporti di forza che permeavano quella antica civiltà.

### La metafora della Torre di Babele
Un esempio dell'ambizione ideale lo si ritrova già nel Libro della Genesi, in cui la metafora biblica della Torre di Babele sussume l'aspirazione dell'uomo a uno spazio abitativo la cui struttura rifletta una forte carica utopica e ideale: una tensione che spinge l'uomo a voler acquisire fama toccando il cielo, perseguendo il disegno di tenere unita l'intera Umanità, affinché essa non fosse «dispersa sulla faccia di tutta la terra». Il fine utopico sotteso all'impresa di Babele è differente dal pensiero del libro sacro e quindi indirizzato a un primordiale popolamento della terra, dato che spesso il Dio biblico stravolge il Pensiero umano.

### Riflessione teorica e filosofica: da Ippodamo e Platone al Rinascimento

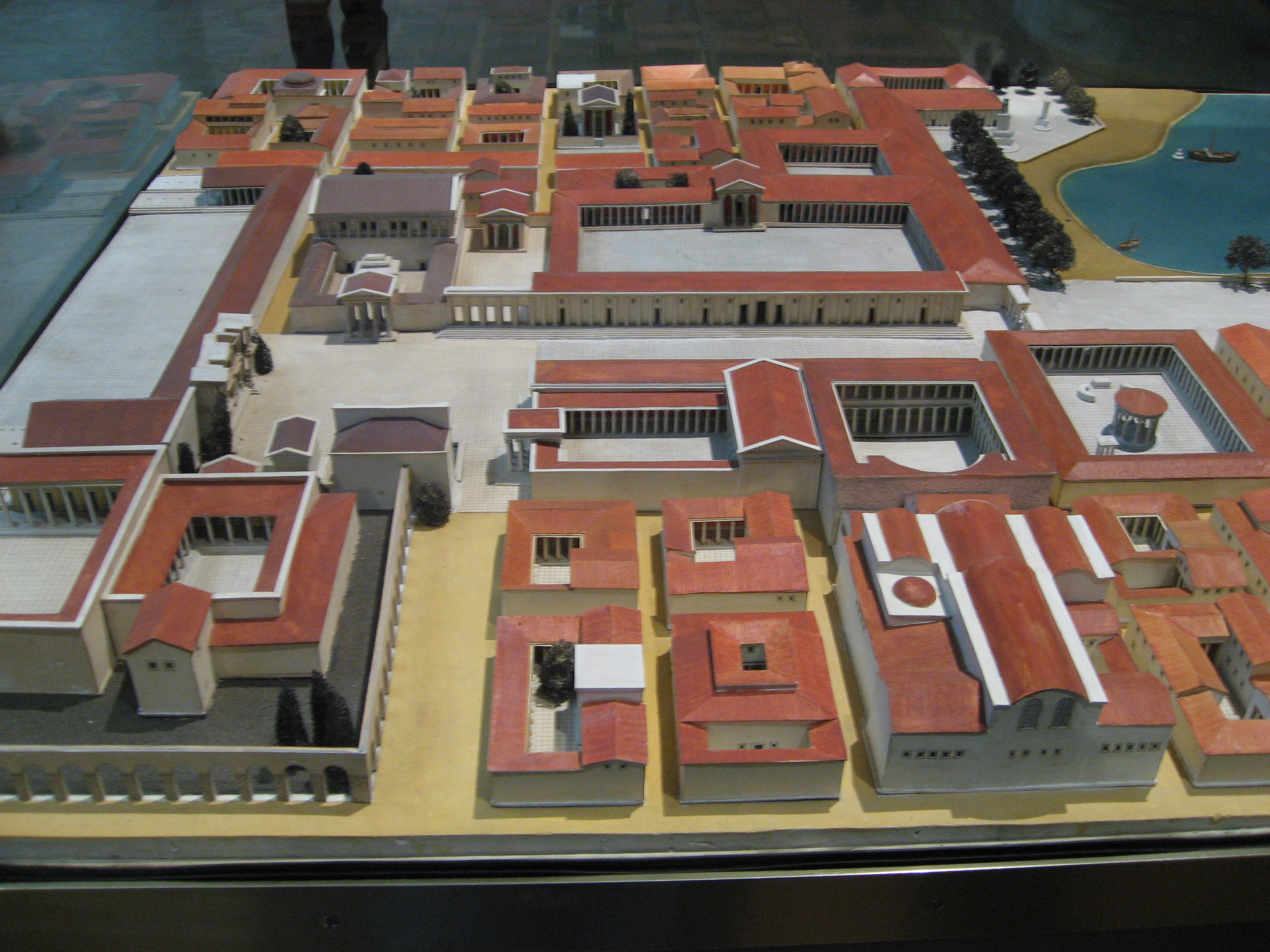
Impianto planimetrico ippodameo della polis di Mileto, al Museo di Pergamo di Berlino.

Ben presto, nella storia dell'uomo, questa aspirazione ha assunto il carattere di una riflessione teorica, declinata in chiave di Utopia filosofica o nei termini di un progetto politico.

#### Utopia urbana in Platone
L'intento teorico di pianificare una polis ideale assume comunque una dimensione filosofica nell'idealismo di Platone, espresso in due suoi dialoghi, sulla Repubblica e sulle Leggi. La riflessione di Platone apre a teorie politiche che confinano con l'utopia, ma non si spinge fino al punto da concepire una città che traduca, nella compiutezza di forme architettoniche, l'idealità delle visioni politiche e degli assetti statuali da lui teorizzati. L'unica annotazione esteriore, in Platone, si sofferma sullo schema urbano, di cui viene respinta come inopportuna ogni soluzione di assoluta regolarità, una caratteristica che Platone considera deprecabile in quanto portatrice di sgradevolezza estetica.
Il pensiero democratico di Platone si relaziona all'amicizia col tiranno Archita di Taranto e con gli aspetti pitagorici della sua filosofia, negli stessi anni in cui Alcmeone di Crotone teorizzava che la monarchia è una malattia del corpo in cui un elemento prevale sugli altri. Tale concezione può ragionevolmente essere stata trasposta anche oltre l'ambito medico-filosofico a quello politico, etico e estetico, intendendo la salute dello Stato e della città come l'equilibrio stabile e misurato dei vari costituenti primi.

#### Schema ippodameo
La civiltà etrusca e l'antichità greca offrono entrambe i primi tentativi di tradurre un progetto politico ideale in architettura urbana: le città di Marzabotto e di Gonfienti, edificate all'inizio del VI secolo a.C., e la polis di Thurii, presso Sibari, una città di fondazione nata nel 444 a.C. su iniziativa di Pericle, sorsero col probabile intento di farne centri coloniali greci ed etruschi, collegati sia al mondo della dodecapoli etrusca sia a quello panellenico. Tra i "padri" di Thurii, oltre al nome di Pericle, è tramandato quello dell'architetto Ippodamo di Mileto e del sofista Protagora.
Viene anche ritenuta «attendibile» un'influenza pitagorica su Ippodamo, testimoniata dalla regolarità dell'impianto planimetrico detto ippodameo, e dalla tipicità delle abitazioni, in cui si riflette architettonicamente il concetto di isonomia (ἰσονομία), l'equa attribuzione ai cittadini di prerogative e potenzialità che trovò la sua formulazione nello spazio culturale della polis greca già in epoca arcaica.
Giungendo nell'epoca dell'Umanesimo rinascimentale, l'aspirazione a forme urbanistiche ideali va ad alimentare un progetto comune, utopistico e allo stesso tempo irrealizzabile, nel quale architetti e artisti del Rinascimento profusero le loro migliori forze creative, dando vita, soprattutto nel XVI secolo, a un appassionato dibattito teorico, importante dal punto di vista culturale, anche se foriero di pochissimi esiti concreti.

### Utopia e prassi della città rinascimentale

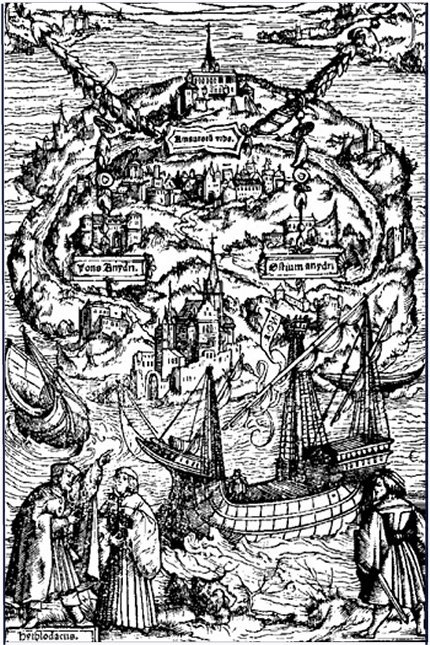
Utopiae Insula, xilografia di A. Holbein per L'Utopia di Tommaso Moro

La planimetria stellata e radiocentrica della città fortezza di Palmanova.

Fu in quest'epoca che la città ideale si pose al centro di un intenso dibattito, divenendo uno dei grandi temi su cui si appuntò l'elaborazione teorica dell'arte, dell'architettura, e dell'urbanistica rinascimentale. A quei grandi temi, peraltro, la riflessione sulla città ideale era organicamente legata: la rinnovata affermazione della centralità dell'uomo, la riscoperta e la riappropriazione dell'arte greco-romana e dell'architettura classico-romana, non solo attraverso lo studio del De architectura di Vitruvio (in particolare del Libro IV), ma anche attraverso l'esame autoptico e diretto delle vestigia antiche: si pensi, come esempio di questo atteggiamento, al programma culturale delineato di quel sodalizio vitruviano, noto come Accademia della Virtù (animato da Claudio Tolomei, ma in cui operò anche il Vignola), e alle riflessioni sull'imitazione della realtà, l'organizzazione prospettica dello spazio artistico, la teoria delle proporzioni e della misura nella progettazione architettonica.

#### Funzione ideologica della città-stato rinascimentale
Se nel Rinascimento la riflessione divenne particolarmente intensa, anche se con poche e occasionali realizzazioni concrete, lo si deve alla rinata centralità della città rinascimentale che, a partire dal Quattrocento, riacquista il ruolo di perimetro e crocevia dell'agire storico dell'uomo, topos separato e distinto dalla Natura. Questa concezione si accompagna alla riappropriazione della consapevolezza della centralità dell'uomo e del valore della sua dignità, in un'atmosfera umanistica che ripone la sua fiducia nell'uomo, nel suo agire, e nella sua capacità di concepire ed edificare lo spazio urbano.
Nello spazio delimitato della "città" dovevano idealmente convergere aspirazioni ed esigenze disparate, funzionali ma anche estetiche, veri tratti culturali caratteristici dell'epoca, il cui equilibrio fosse espressione della nuova sensibilità affermatasi nella cultura e nella società del tempo. La città assume per questo un ruolo di spicco nei confronti delle arti: non solo semplice luogo privilegiato in cui se ne esprimono e se ne raccolgono le manifestazioni ma, più di tutto, spazio teorico che, nel suo perimetro prospetticamente delimitato, si pone in posizione gerarchicamente sovraordinata nei confronti del complesso delle arti, assumendosi la funzione ideologica  di coordinarne le differenti espressioni, ricomponendole all'interno di un coerente sistema di interrelazioni formali in grado di trascendere le peculiarità e gli aspetti particolari delle singole manifestazioni, attraendole e subordinandole nella sfera concettuale unificante della città-stato, ora non più semplice contenitore di abitanti, e nemmeno, d'altronde, mero luogo architettonico o monumentale (urbs, secondo la definizione di Leonardo Bruni), ma comunità civica (civitas, sempre secondo la definizione di Bruni), portatrice di un retaggio storico e culturale, che si pone come «spazio ideale aperto all'invenzione e insieme luogo concreto della vita associata e sede del potere politico».

##### Città stato e signorie cittadine

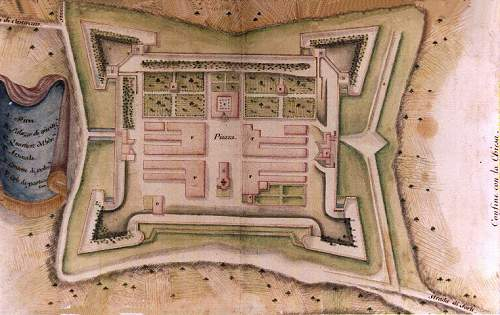
Antica pianta di Terra del Sole, presso Forlì.

La funzione ideologica della città stimolò nelle signorie cittadine dell'epoca il desiderio di costruirsi delle città ideali, che celebrassero i caratteri «di novità e artificiosità del nuovo regime politico»:
Fu in questa temperie politica e culturale che, durante la seconda metà del Quattrocento, si registrarono alcuni episodici tentativi di realizzare spazi urbani in cui, trasferendo su un piano progettuale i temi del dibattito teorico, l'organizzazione dello spazio si informasse a esigenze ideali di funzionalità, equilibrio, ordine razionale, con le quali interpretare e tradurre in pratica le «aspirazioni della perfetta ragione politica» e le funzioni imposte dalle aspirazioni signorili: «di rappresentanza (il palazzo), di difesa (le fortificazioni), di residenza (strutture abitative per i nuovi ceti urbani), di spettacolo (il teatro)».
Elementi fondamentali per raggiungere tale obiettivo furono l'apertura di nuove prospettive cittadine con realizzazioni, in forme regolari o rettilinee, di strade, ponti, canali e piazze. La volontà signorile imboccò diverse direzioni, dalla progettazione di nuove città all'ampliamento di quelle esistenti, dall'abbellimento della città medievale, fino alla sua trasformazione secondo un ordine diverso. Soprattutto nel XVI secolo, l'esigenza di palingenesi dello spazio urbano risentì delle tensioni politiche e militari che si addensarono sulla penisola e sull'intera Europa. Ne fu favorita l'esigenza di munire le città già esistenti contro le armi nemiche: in questo modo, la razionalità della nuova concezione della fortificazione finiva per riverberarsi e imporsi sull'organizzazione e sull'ordine dello spazio interno.
Non mancarono, a questo proposito, esempi progettuali di vere e proprie città militari. Fra queste, un esempio significativo è la città-fortezza di Terra del Sole costruita ex novo alla fine del Cinquecento per volontà di Cosimo I de' Medici. Il culmine dell'architettura militare adattata alla fortificazione delle città può essere rintracciato nell'exploit architettonico della topologia stellata e radiocentrica di Palmanova.

#### Iconografia:Città Idealedel Palazzo Ducale di Urbino

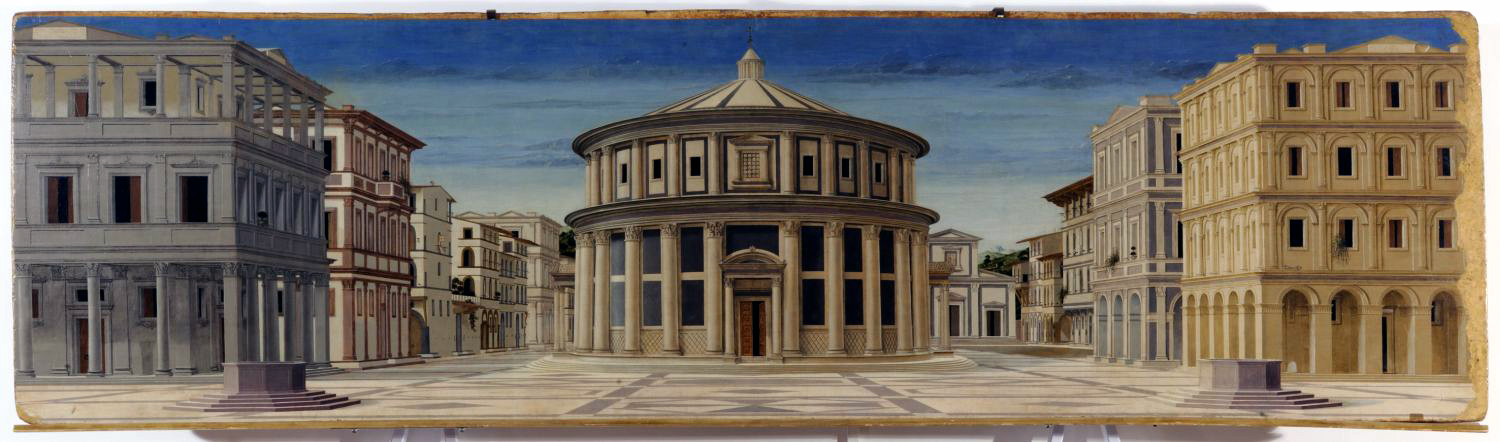
Città ideale, Galleria Nazionale delle Marche, Urbino

La Città Ideale, dipinto esposto nella Galleria nazionale delle Marche, opera di un ignoto artista, è il "luogo ideale" in cui la classicità "moderna" trova la "sua" rappresentazione e raggiunge il suo culmine. Il pittore (che alcuni identificano in Piero della Francesca o in Melozzo da Forlì, laddove altri propendono per un'attribuzione a Leon Battista Alberti o a Luciano Laurana) ha voluto rappresentare il modello di assoluta perfezione della città rinascimentale, concepita come una "scacchiera" in cui il pavimento delle strade, con l'intersecarsi dei marmi policromi, riflette e amplifica la struttura della città, i cui edifici, proprio come i pezzi di una scacchiera, sono ordinati e collocati a intervalli di spazio regolari e prestabiliti, secondo canoni di assoluta perfezione. Inoltre gli edifici (che non devono assolutamente superare i 3 piani di altezza) sono disposti in maniera simmetrica e trasversale rispetto al centro della rappresentazione, culminante in una rotonda, quella particolare tipologia di edificio classico che, in quanto strutturalmente di forma circolare, vuole rappresentare (con la circonferenza del cerchio, figura da sempre ritenuta "perfetta" perché in sé chiusa e conchiusa) il coronamento di un'opera che tutto circoscrive e ricomprende al suo interno, lasciando un vuoto ideale e universale al di fuori di sé. Si tratta di un caso classico di utopia.

##### Castiglione Olona

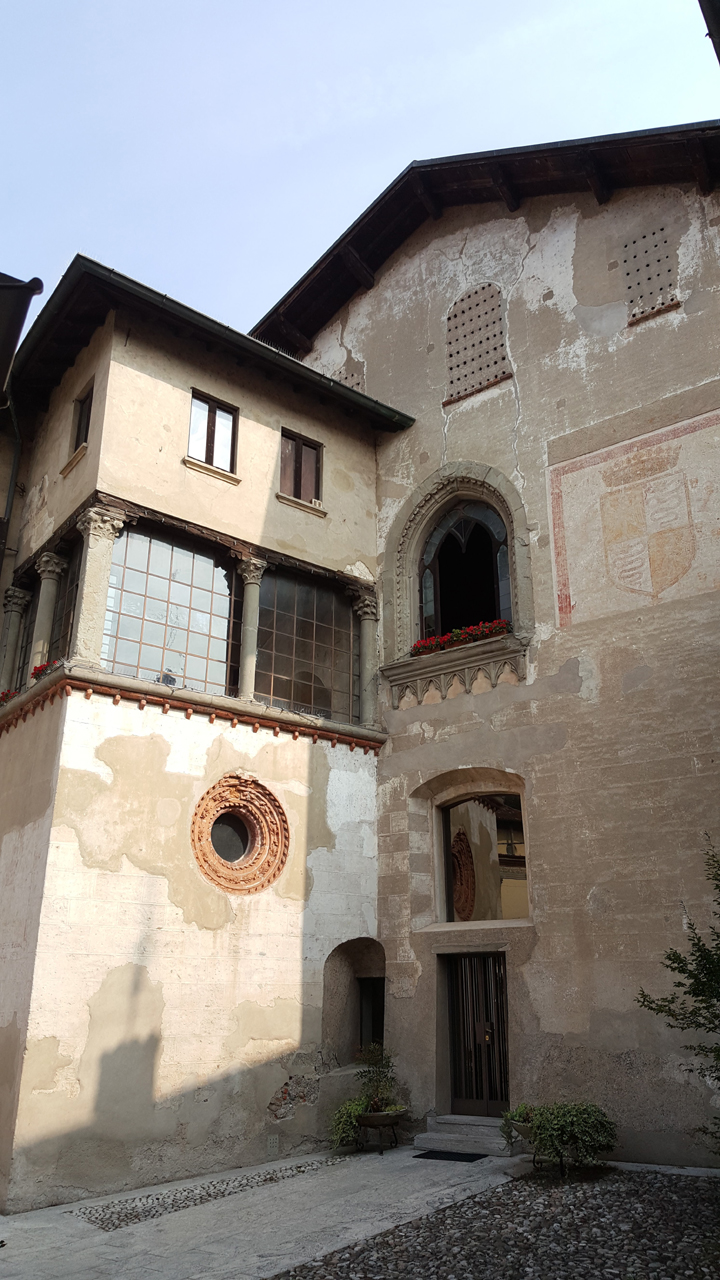
Ingresso di Palazzo Branda Castiglioni

La prima città ideale dell’Umanesimo è Castiglione Olona in provincia di Varese, rifondata negli anni venti del Quattrocento e ultimata verso il 1435 dal Cardinale Branda Castiglioni sulle terre di famiglia. Il nucleo inferiore è epicentrato sul Palazzo Branda Castiglioni, il Palazzo dei Familiari, il Pio Luogo dei Poveri di Cristo, la Scuola (una delle prime d’età moderna) e soprattutto la Chiesa del Santissimo Corpo di Cristo, detta Chiesa di Villa. Il nucleo superiore, antica rocca, comprende il complesso della Collegiata con la Chiesa dei Santi Stefano e Lorenzo e il Battistero (in origine, cappella palatina). La volontà del Cardinale di realizzare un microcosmo europeo, basato sull'interazione di artisti lombardi, veneti, toscani, francesi, tedeschi, boemi, ungheresi porta a geniali accostamenti di stili fra tardogotico e umanesimo, alle chiese che uniscono con abilità i linguaggi architettonici, ai grandi cicli di affreschi, dovuti a Masolino da Panicale, Paolo Schiavo, Lorenzo di Pietro "il Vecchietta": la Veduta ideale e il ciclo della cappella di San Martino in Palazzo Branda Castiglioni; le Storie della Vergine e dei Santi Stefano e Lorenzo nella Collegiata; le Storie di San Giovanni Battista nel Battistero, con un forte messaggio antivisconteo. La Chiesa di Villa è infatti un impianto umanistico fiorentino alla Brunelleschi con sculture lombarde, lombarde alla friulana, senesi; la Collegiata è una “chiesa a sala” d’impianto tedesco con portale alla francese, sculture lombarde e venete, lampadario alla boema, oreficerie lombarde (nel vicino Museo). Un cenno particolare merita la precocissima Natura morta affrescata in Palazzo Branda Castiglioni; e la Veduta di Roma nel Battistero, derivazione di Masolino dal proprio celebre affresco romano di Palazzo Orsini a Montegiordano, con la straordinaria anticipazione nel 1435 del progetto di ricostruzione a pianta centrale cupolata di San Pietro in Vaticano.

##### Urbino

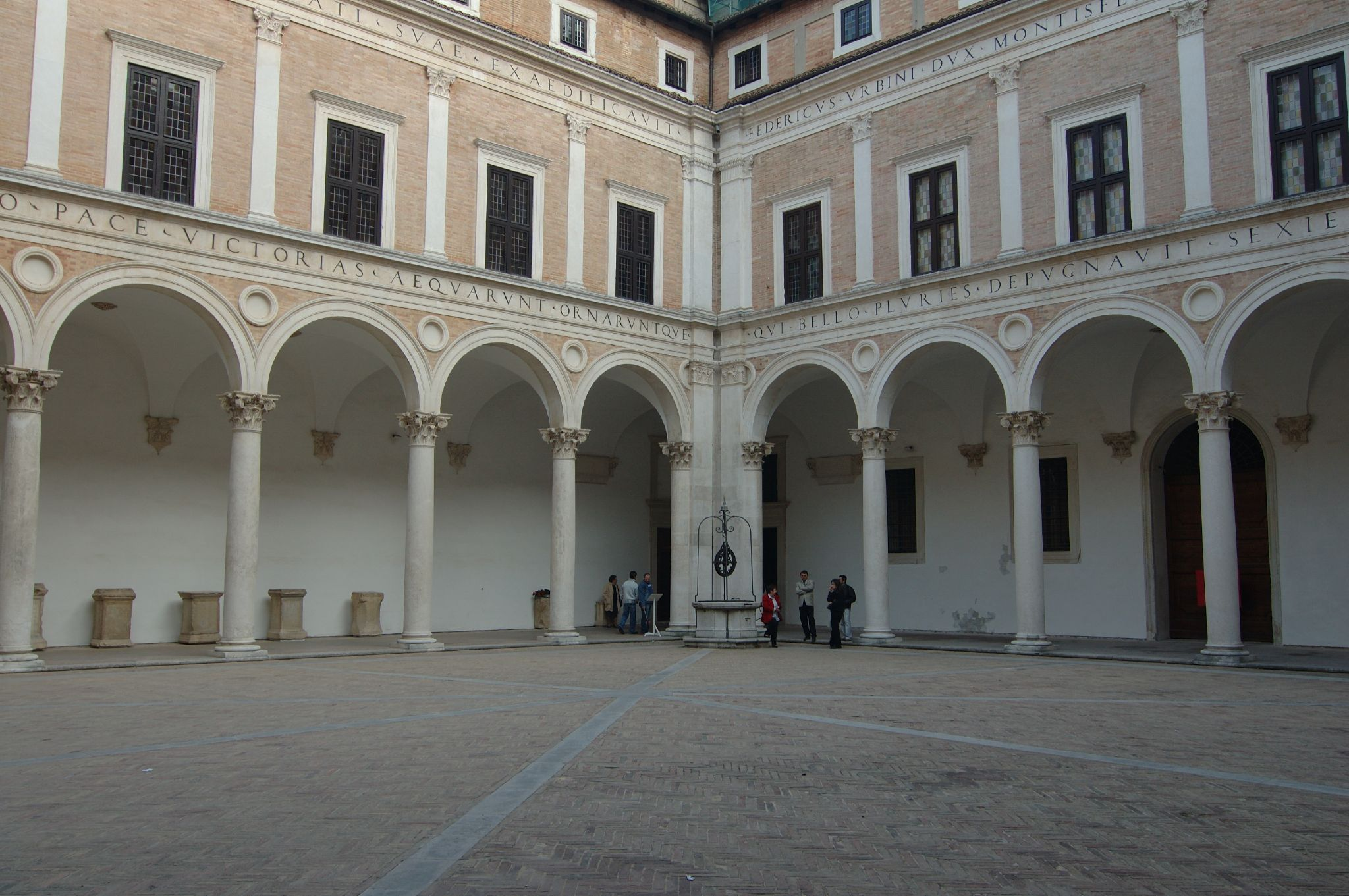
Chiostro e cortile d'onore del palazzo Ducale di Urbino.

La più ricordata tra le città reali ispirate a un progetto ideale è Urbino, con il suo Palazzo Ducale, la cui grande e complessa concezione monumentale si risolveva, secondo la definizione di Baldassare Castiglione, nella concezione di una «città in forma di palazzo». Tale risultato si deve alla volontà del duca Federico da Montefeltro, di inclinazioni culturali umanistiche, che volle espandere verso il basso il castello del suo potente casato, fino a congiungerlo a un'altra costruzione che insisteva su un livello altimetrico inferiore.
L'intervento, nella sua ampiezza e complessità, fu affidato nella seconda metà del Quattrocento all'architetto Luciano Laurana, esponente di quella schiera di intellettuali e artisti di cui il colto duca di Urbino amava circondarsi, raccogliendo attorno alla sua corte un vero e proprio cenacolo animato da figure di spicco come, oltre al già citato architetto, quelle di Piero della Francesca, Francesco Laurana, Leon Battista Alberti e Francesco di Giorgio Martini.
La complessa soluzione ideata da Luciano Laurana, poi continuata da Francesco di Giorgio Martini, lasciava spazio a una nuova monumentale piazza cittadina e a un cortile d'onore interno, dalla rigorosa scansione geometrica, circondato da un chiostro. Alcuni elementi estetici di vaga impronta medievale (come gli slanciati torricini o la merlatura dell'originario progetto, poi smantellata da Girolamo Genga alla metà del secolo successivo) non travisano la matura razionalità di una concezione pienamente aderente alla sensibilità architettonica rinascimentale.

##### Pienza

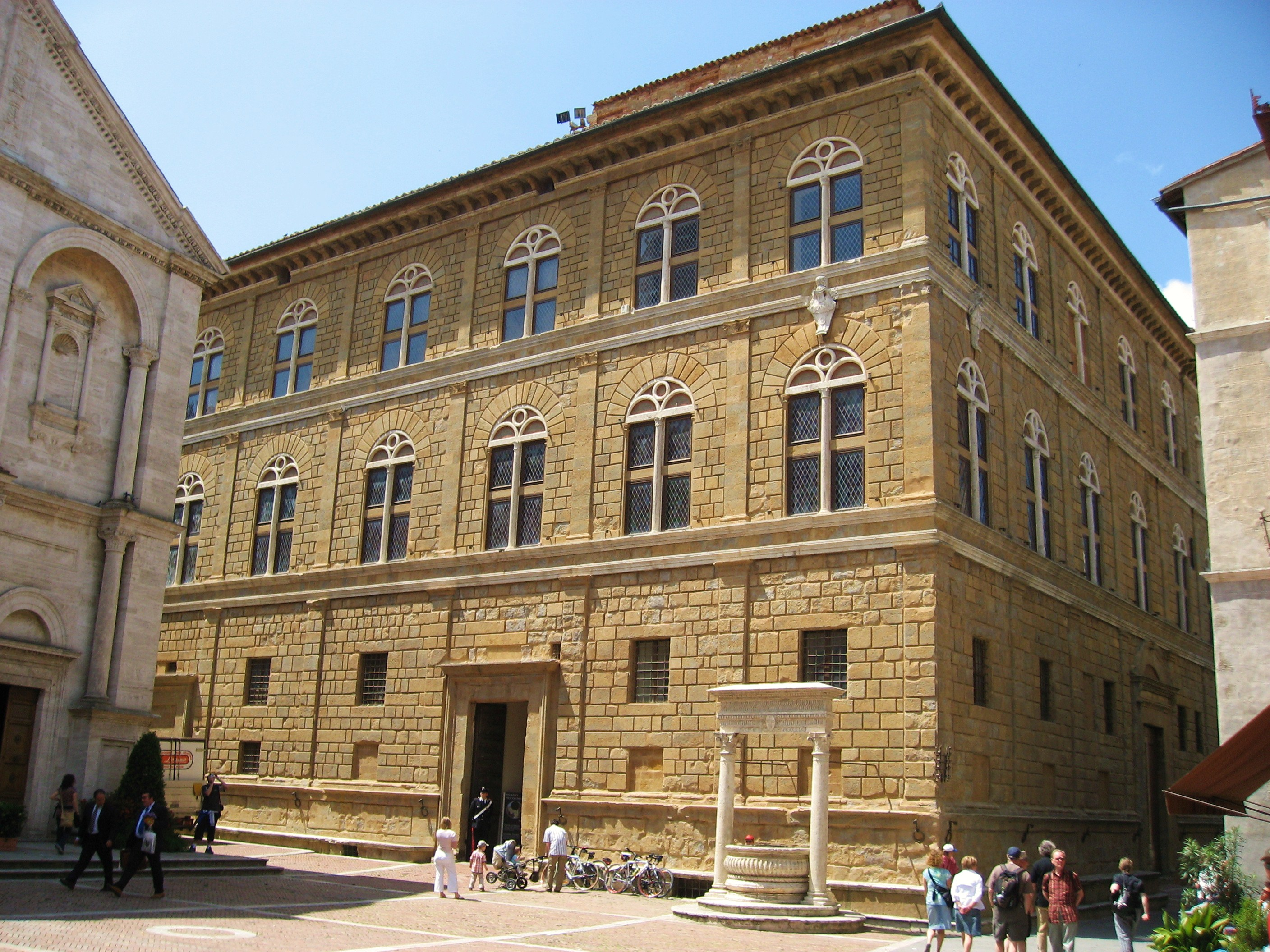
Il bugnato liscio di Palazzo Piccolomini, a Pienza, nella sistemazione urbanistica di Bernardo Rossellino.

Altro esempio di città ideale è Pienza, in terra senese, nata dalla ristrutturazione del borgo di Corsignano (a poco più di 50 km da Siena) per volere del papa Pio II Piccolomini che ne commissionò i lavori all'architetto Bernardo Rossellino, seguace e collaboratore di Leon Battista Alberti. La ristrutturazione doveva inizialmente riguardare la sola piazza centrale, su cui si affacciano la cattedrale di Pienza, la residenza del papa, la locale sede vescovile e il Palazzo Pretorio, e per la quale fu messo in atto un particolare accorgimento prospettico, a segnare la stretta adesione alla regolarità geometrica rinascimentale la distanza dalla spontanea anarchia delle forme urbiche medievali: la piazza ebbe forma di trapezio, un espediente architettonico in grado di controbilanciare la convergenza prospettica delle linee verso l'orizzonte, esaltando il risalto conferito alla fabbrica del Duomo cittadino.
L'intervento fu poi esteso al resto del borgo, fino a farne una perfetta residenza papale, improntata a un'omogenea visione architettonica, in cui la scansione orizzontale del lastrico pavimentato sembra rispecchiarsi sulla geometria regolare delle linee verticali dei prospetti dei palazzi, quasi assurgendo a modulo architettonico.
La morte di Rossellino e di Pio II Piccolomini ha impedito la completa realizzazione del progetto, lasciando comunque a Pienza lo splendido palazzo Piccolomini con il suo loggiato da cui si può ammirare per molti chilometri la campagna toscana della Val d'Orcia.

##### Ferrara

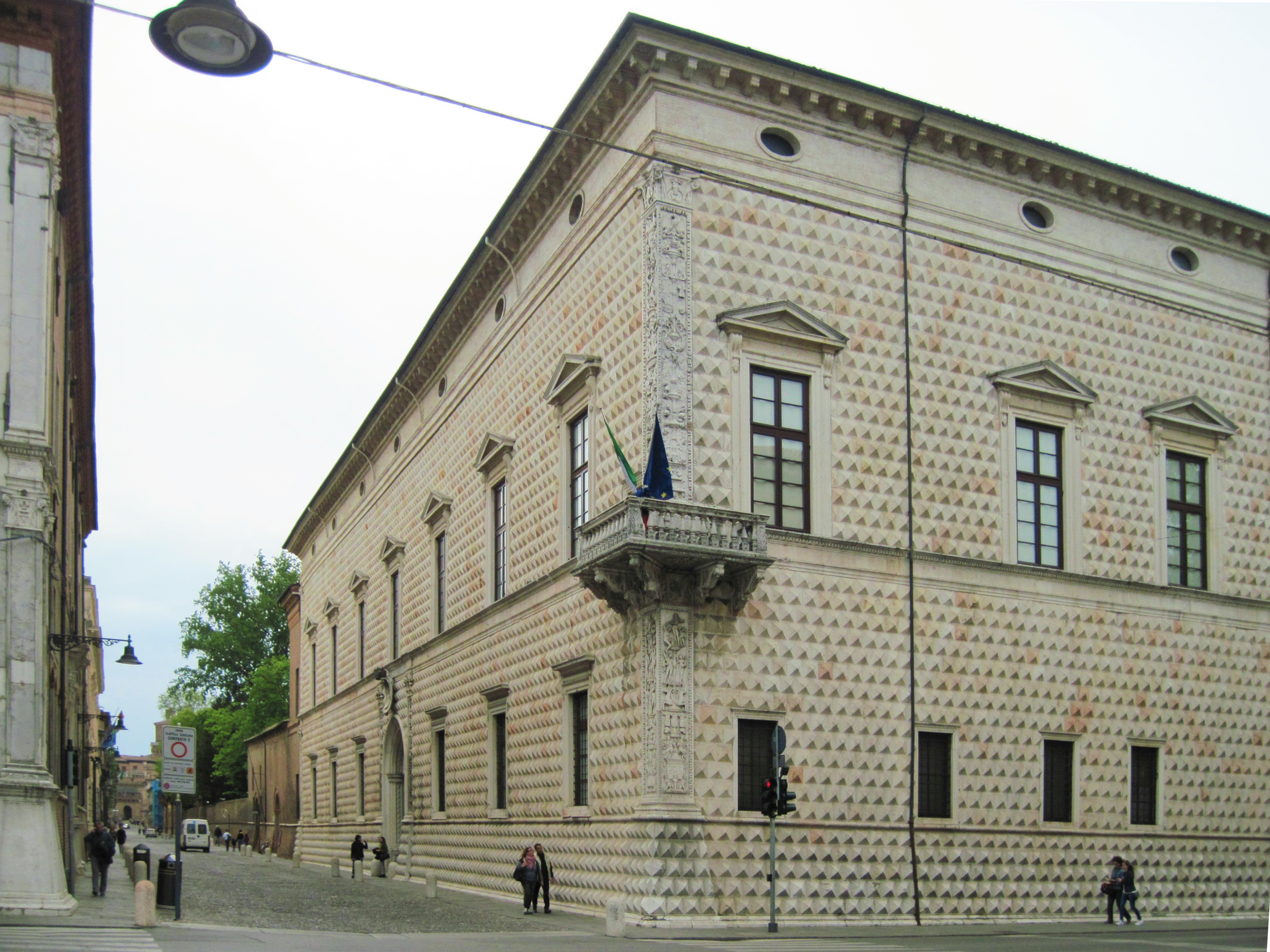
Il paramento bugnato di Palazzo dei Diamanti, con l'originale e «imprevista» evidenziazione della parasta angolare e del balcone sporgente, presso il monumentale Quadrivio degli Angeli.

Un altro progetto da non tralasciare è quello realizzato dall'architetto Biagio Rossetti nel 1492 per Ferrara, prima città ad aver avuto un vero piano regolatore per opera degli Estensi. La città divenne in quel periodo un importante centro umanistico, ospitando alla corte estense i maggiori poeti italiani del Quattrocento e Cinquecento, Matteo Maria Boiardo, Ludovico Ariosto e Torquato Tasso, nonché i grandi pittori del tempo, tra i quali Tiziano, nella stagione del cosiddetto Rinascimento ferrarese.
Rossetti esaminò i problemi della città padana e comprese la necessità di nuove cinte murarie e di un maggior numero di abitazioni le esigenze di una popolazione in notevole crescita. Il suo progetto si basò sulla costruzione di una rete stradale sul modello delle città dell'antica Roma (due vie principali tra loro perpendicolari, parallelamente alle quali sarebbero state costruite tutte le altre: "città a scacchiera") e sull'inserimento degli edifici ducali e delle nuove mura. Ma per vari motivi (calo demografico, crisi economica, passaggio della città sotto il dominio della Chiesa) i lavori rimasero incompiuti. Rimane tuttavia leggibile lo spirito profuso dall'artefice: l'intervento additivo di Rossetti, come dimostrato da Bruno Zevi non può essere ricondotto a un'astratta e rigida applicazione pratica di elaborazioni teoriche vertenti sul tema ideale, ma nasce da uno studio metodico dell'impianto medievale, del quale si riconosce implicitamente il valore. In Rossetti, l'avvertita necessità di un ampliamento dello sviluppo urbano si accompagna all'esigenza consapevole di mettere in atto un'"azione rigeneratrice" dell'impianto precedente. Con queste premesse l'architetto dà vita a una «spazialità urbana che [...] tiene conto di un'idea di spazio [...] [quale] poteva dedursi dall'opera dei grandi pittori ferraresi: Cosmè Tura, Francesco del Cossa, Ercole de' Roberti, [...] una spazialità indipendente da premesse prospettiche assolute [...] e in nessun modo omogenea o geometrizzata, anzi fatta di rapidi, sorprendenti passaggi di grandezze: contratte strettoie e spalancate aperture, fughe di linee e dilatarsi di atmosfere [...], scarti, deviazioni, direzioni plurime convergenti, divergenti, incrociate».

##### Acaya

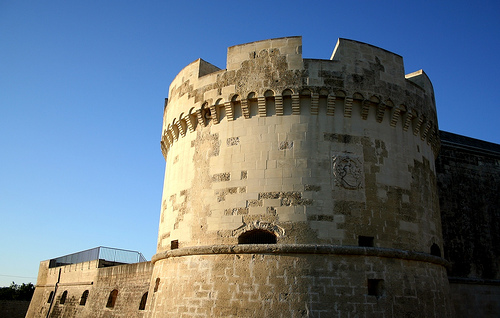
Torrione del castello di Acaya, nella sistemazione di Gian Giacomo dell'Acaya

Acaya è un piccolo borgo in provincia di Lecce, lungo l'antichissima arteria che arrivava fino a Otranto. Chiamato Segine nel XV secolo, l'abitato venne integralmente ristrutturato, fortificato e riordinato urbanisticamente da Giangiacomo Dell'Acaya a partire dagli anni Quaranta del Quattrocento. Giangiacomo un Architetto umanista versato nelle matematiche, ingegnere militare di Carlo V e feudatario di Acaya. Ultimati i lavori nell'anno 1535, ne mutò anche il nome affinché, come scrisse nell'epigrafe sulla porta d'ingresso al paese, a Dio piacendo, il nome dell'antica Acaya potesse essere rinnovato nelle terre salentine. Il paese presenta un impianto ortogonale con un cardo e un decumano. Di forma quadrata, il borgo è dotato del castello di Acaya, posto nell'angolo sud-ovest, sotto il quale è stata ritrovata evidenza archeologica di una chiesa di culto greco basiliano del IX secolo, con importanti icone affrescate.
Sono presenti tre piazze lungo la diagonale che corre verso nord-est per concludersi con il convento dei frati minori. Questi elementi architettonici e topografici definiscono i tre aspetti della vita sociale del tempo: l'aspetto militare, quello politico e la sfera religiosa. La città nelle sue dimensioni è a misura d'uomo, ed è disposta in allineamento con la rosa dei venti.

##### Terra del Sole

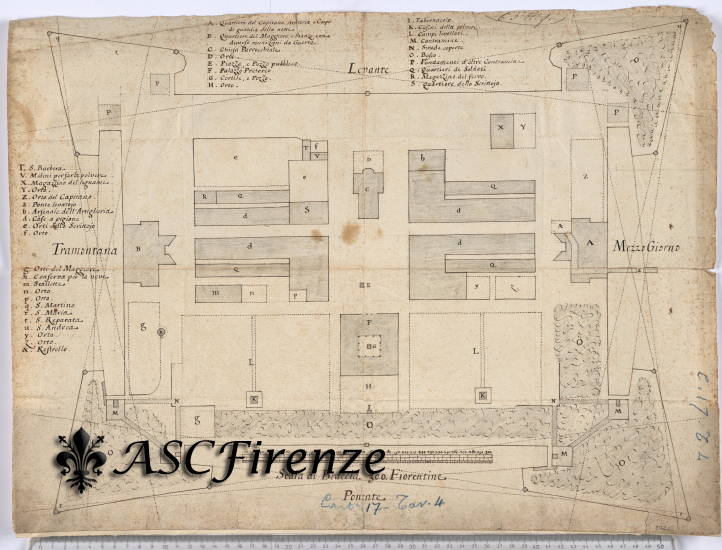
Pianta settecentesca di Terra del Sole, che ne evidenzia il carattere urbanistico di "città fortificata"

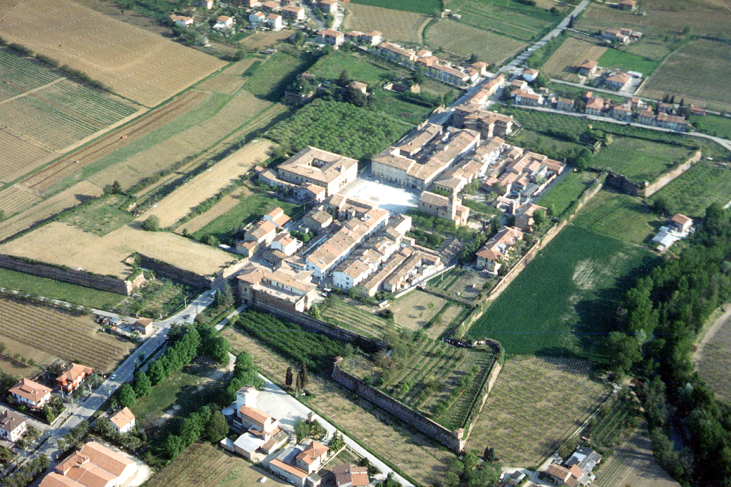
Veduta aerea di Terra del Sole

Terra del Sole-Eliopoli è una città fortificata costruita ex novo da Cosimo I de' Medici nell'enclave romagnola del Granducato di Toscana, a pochi chilometri da Forlì, in funzione di una precisa politica di difesa dei confini, attuata da Cosimo attraverso un piano di consolidamento del potere territoriale.
Nel quadro delle fortificazioni cosimiane, Terra del Sole ha tratti assai specifici, pensata non solo come fortezza ma anche come minuscola "città": simbolo (fin dal nome, così evidentemente legato al mito solare ricorrente nell'ideologia del Principato) e luogo concreto della sovranità ducale, eretto laddove questa aveva termine, nella pianura pontificia dominata da un centro cittadino ben più antico e più reale, quello di Forlì, e sintesi del granducato in terra romagnola.
Terra del Sole era destinata a diventare la nuova prestigiosa sede degli "uffizi" medicei nella Romagna Toscana, struttura urbana che doveva assolvere a molteplici funzioni: amministrative, giudiziarie, militari, religiose e commerciali. Nel nuovo insediamento Cosimo trasfuse la sua esperienza di soldato e principe e le sue conoscenze sull'evoluzione dell'ingegneria militare: sapeva del castrum romano e apprezzava i modelli di fortezza bastionata, distingueva le strutture belliche studiate per le balestre e l'arma bianca da quelle in cui difesa e offesa si fondavano sull'artiglieria. Baldassarre Lanci, Giovanni Camerini, Bernardo Buontalenti e Girolamo Genga, furono gli artisti e egli architetti incaricati di eseguire le sue idee.
A Terra del Sole le fortificazioni erano adeguate ai tempi, come fortificazione alla moderna, e alle nuove tecniche militari e ossidionali. Così come per le altre fortezze volute da Cosimo a difesa del Granducato, le lunghe cortine e le torri furono sacrificate in favore di quattro bastioni angolari, muniti di orecchioni al fine di proteggere, con bocche da fuoco poste nelle cannoniere, le scarpe delle cortine costruite in terra battuta, armate con palificate, e rivestite in laterizio.
«Terra del Sole può essere considerata, con Palmanova, come la più compiuta espressione della nuova modellistica urbana che si impone in Italia nel cinquecento, per diretta influenza delle teorizzazioni e delle concrete esperienze degli ingegneri militari».

##### Sabbioneta

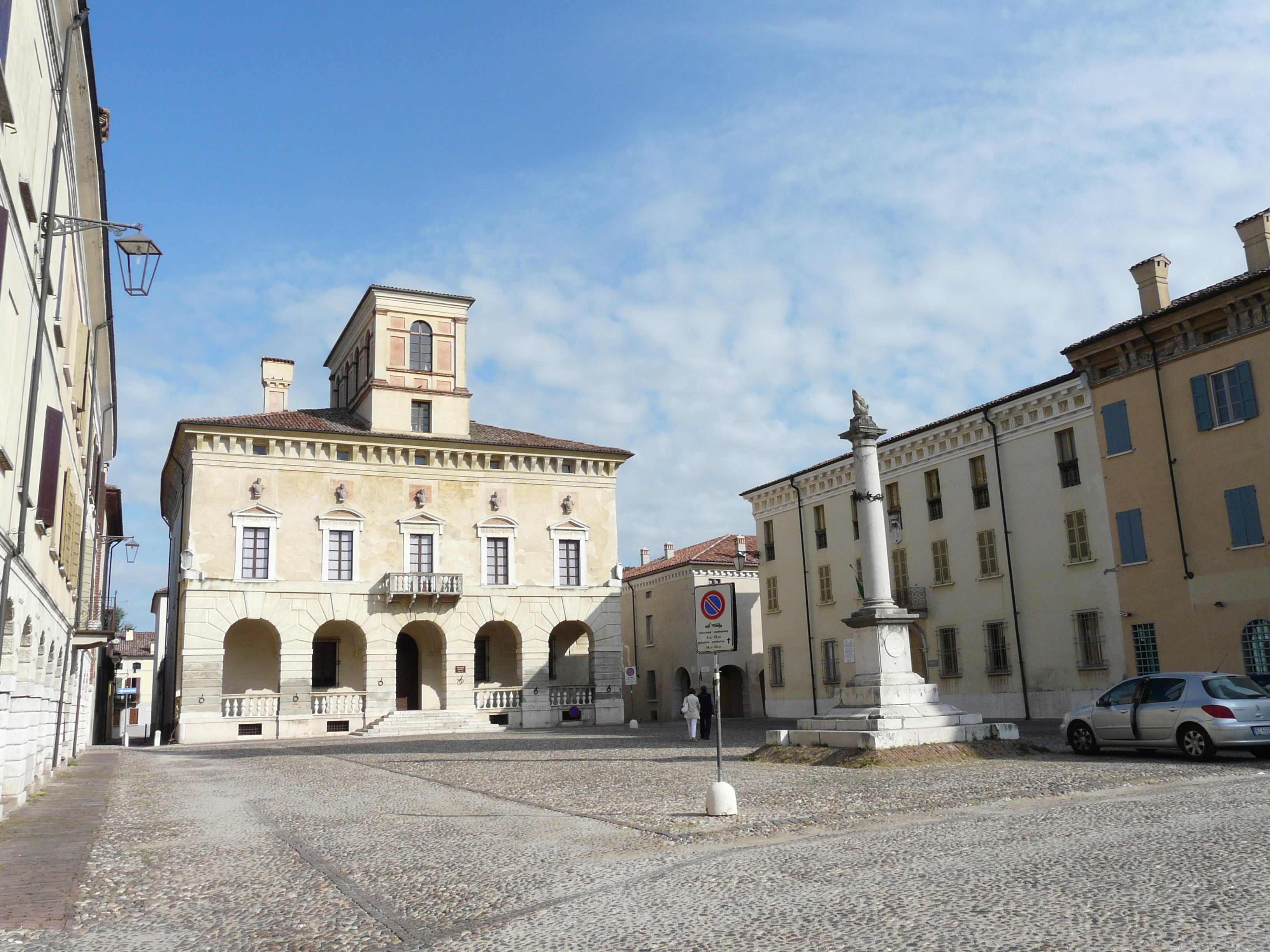
Sabbioneta - Piazza Ducale

La città fu fondata da Vespasiano Gonzaga Colonna tra il 1554/1556 e il 1591, anno della sua morte, nel luogo in cui sorgevano una rocca e un antico insediamento.
Il periodo più prospero nella storia della città fu proprio negli anni della sua riedificazione, sotto il dominio del principe Vespasiano Gonzaga Colonna, di cui divenne la residenza.
La cittadina, costruita in base ai principi umanistici della città ideale, ospita al suo interno diversi monumenti quali il Palazzo Ducale (o Palazzo Grande), residenza ducale e luogo deputato all'amministrazione dello stato; il Teatro all'Antica (o Teatro Olimpico, 1590) progettato da Vincenzo Scamozzi, primo edificio teatrale dell'epoca moderna costruito appositamente per tale funzione; la Galleria degli Antichi (o Corridor Grande), deputata a ospitare la collezione di marmi antichi nonché i trofei di caccia; il Palazzo Giardino (o Casino), luogo consacrato all'otium e pregevolmente riqualificato tra il 1582 e il 1587 da Bernardino Campi e dalla sua équipe di collaboratori; le chiese dell'Incoronata, dell'Assunta, del Carmine, la Sinagoga, lo storico quartiere ebraico, oggi non più abitato da una comunità, con le sue attività di stampa, fondate nel 1567 da Tobias Foa.

##### Livorno
Nel 1575 l'architetto granducale Bernardo Buontalenti fu incaricato dal granduca Francesco I de' Medici di erigere  una città portuale intorno al borgo murato del castello di Livorno, fortificato nel 1392 dalla Repubblica di Pisa. Per l'occasione fu costituito un apposito "Uffizio della Fabbrica" che con i propri tecnici fece porre in giro i segnali terminali del futuro perimetro murario, e fece acquistare tutti i terreni privati all'interno di tale circuito.
Il 28 marzo 1577 fu posta ufficialmente la prima pietra della nuova città in presenza dello stesso granduca e dell'arcivescovo di Pisa. I lavori sospesi più volte per mancanza di fondi furono alacremente ripresi sotto il governo del nuovo granduca Ferdinando I de' Medici ed il 19 marzo 1606 Livorno fu elevata solennemente al rango di città. La città fu costruita con la caratteristica forma stellare, tipica delle piazzeforti dell'epoca, circondata da una possente linea difensiva, poi ampliata nel corso del secolo XVII. Le mura in mattoni furono erette secondo il concetto militare del De Marchi, successivamente imitato dal Vauban, con mura a linee spezzate ed angoli rafforzati da bastioni di terra con orecchioni e controscarpe. L'ingegnere imperiale Claudio Cogorano apportò alcune modifiche al progetto del Buontalenti: tra i tre bastioni originari di San Bernardo, del Casone e di San Cosimo, fece erigere due rivellini per rafforzare la difesa della cinta muraria rettilinea, mentre a nord progettò una vasta fortezza (Fortezza Nuova) che insieme alla Fortezza Vecchia, preesistente, difendeva il nucleo cittadino da quella parte. 
La nuova città divenne presto una delle maggiori piazzeforti del Mediterraneo e ritenuta inespugnabile, sebbene non abbia mai subìto assedi.
La forza delle sue fortificazioni era data dagli imponenti bastioni angolari del pentagono buontalentiano originario a cui si aggiunsero la Fortezza Nuova , poi ridimensionata alle proporzioni degli altri bastioni e nell'ultimo decennio del XVII secolo da un nuovo bastione a nord-est costituito dal Forte San Pietro d'Alcàntara. I bastioni riempiti da terrapieni dovevano contenere i colpi dell'artiglieria nemica, così come i terrapieni per rinforzare i tratti rettilinei delle mura. Fu inoltre scavato intorno un fosso circondario (Fosso Reale) che isolava la città dalla campagna circostante profondo circa 3 metri e largo circa 36 metri, difeso sul lato esterno da una linea continua di terrapieni rappresentati dagli spalti su cui correva sinuosa una strada ad uso militare difesa da una palizzata in legno. Le vie di accesso alle porte della città erano difese da cancelli a saracinesca detti "pettini". Le mura furono terminate nel 1606 a cui seguì dopo il 1619 la costruzione di quelle portuali verso ovest per la difesa del nuovo porto mediceo e quelle postume del nuovo quartiere c.d. della Venezia Nuova. Con i nuovi ampliamenti le mura cittadine raggiunsero un perimetro complessivo di circa 2.750 metri. Anche la struttura urbanistica della nuova città seguì i dettami della "Forma Urbis" dello schema a scacchiera vitruviano. Nella rete ortogonale della trama urbanistica fu aperta una vasta piazza (Piazza d'Arme o Grande) su cui si affacciavano i principali edifici pubblici (Duomo, Palazzo granducale, Palazzo del governatore, Palazzo del Comune, Palazzo della Dogana). La piazza aveva il ruolo di centro ideale del "Pentagono buontalentiano", divenendo il centro topografico e sociale della città. Originariamente progettata a pianta quadrata davanti al sagrato del Duomo, dopo il 1630 fu prolungata fino ad assumere le proporzioni di un vasto rettangolo di metri 320 per circa 75 per divenire una delle più vaste piazze d'Italia. Gli isolati furono costruiti a far data dal 1590 per lotti, caratterizzati da interventi programmati sistematici, la costruzione delle case fu attuata secondo regolamenti e progetti approvati direttamente dal governo. La tipologia più ricorrente fu quella delle case a schiera sul fronte strada, conferendo alla città un alto livello di decoro, procedendo alla riproduzione di aggregazione di più moduli elementari ripetuti, sebbene tenendo in parte conto delle esigenze dei privati. La caratteristica peculiare della città è la precoce suddivisione delle unità immobiliari in appartamenti con scala comune con facciate ritmate da forme architettoniche semplici ed austere secondo gli stilemi del tempo. Ci fu grande uso di pietra serena negli ornamenti di porte e finestre con fregi più o meno elaborati secondo se trattasi di piani nobili o piani superiori. I nuovi modelli edilizi sono concepiti per attività plurifunzionali con vasti magazzini e botteghe ai piani terreni a cui si sovrappongono i piani di abitazione e successivamente con vaste cantine sotto il piano stradale che spesso avevano accessi a livello dei fossi che s'insinuano nella città per facilitare l'immagazzinamento delle merci scaricate dal porto.
San Martino al Cimino (Viterbo)
Il borgo di San Martino al Cimino, oggi frazione di Viterbo, rappresenta uno dei più eclatanti esempio di città ideale, sia nella sua fase abbaziale che nella ristrutturazione urbanistica seicentesca, realizzazione questa sviluppatasi per volere di Donna Olimpia Midalchini Pamphilj e che può essere considerato un esperimento urbanistico ante litteram, tanto da essere considerata Non urbem sed orbem al momento della sua elevazione a principato da Innocenzo X. Nuova conformazione del borgo ancora adesso del tutto percepibile  per la lungimiranza ed avanguardia delle caratteristiche infrastrutturali.

##### Altri esempi
Un esempio di nuovo centro cittadino del Quattrocento razionalmente progettato, quello di Vigevano, 1493-1495, richiama uno spazio chiuso circondato da arcate. Nei primi anni del 1990, Todi fu definita città ideale (e la più vivibile del mondo) da uno studio dell'Università del Kentucky. Studi approfonditi hanno dimostrato una corrispondenza stretta tra l'affresco della città ideale e la piazza centrale di San Giovanni Valdarno. La fondazione rinascimentale di Giulia, in Abruzzo, voluta da Giulio Antonio Acquaviva nel 1471, è considerata dagli studiosi un esempio di applicazione delle teorie ideali. Anche il comune di San Lorenzo Nuovo, realizzato nel 1774, fu progettato dall'architetto Francesco Navone come una sorta di città ideale secondo i canoni urbanistici del tempo.
La città polacca di Zamość è un esempio storico di cooperazione polacco-italiano nella creazione di una città ideale.

### Età contemporanea
Esempi attuali di tentativi di costruire la città ideale sono Auroville (in India) e Arcosanti (in USA).